# کالیووو
کالیووو (به لهستانی:  Kaliłów) یک روستا در لهستان است که در گمینا بیاوا پودلاسکا واقع شده‌است.